# WASP-63
WASP-63は、地球からはと座の方向に約960光年離れた位置にある11等級の恒星である。周囲を太陽系外惑星が公転していることが知られている。

## 概要
| 太陽 | WASP-63   |
| ---- | --------- |
| 太陽 | Exoplanet |

WASP-63は太陽よりもやや大きな恒星で、約1.3倍の質量と1.9倍の半径を持つが、表面温度は太陽よりもわずかに低い。形成から少なくとも数十億年は経過しているとされており、自転周期の値からは形成から約60億年が経過していると算出されている。スペクトル分類ではG8型に分類されるが、同じG8型の他の恒星よりも半径が大きくなっているため、主系列星の段階を終えて次の段階へ進化しているとされている。
2011年、トランジット法を用いて太陽系外惑星の探索を行っている観測プロジェクトスーパーWASPによる観測で、WASP-63の周囲を公転する惑星WASP-63bが発見され、他にスーパーWASPが発見した6つの惑星と共に発見が公表された。わずか4日余りで軌道を公転するホット・ジュピターとされており、木星の約1.4倍の半径を持つが質量は木星の4割にも満たないため、密度が木星の13%しかない低密度な惑星とされている。
| 名称 （恒星に近い順） | 質量           | 軌道長半径 （天文単位） | 公転周期 (日)       | 軌道離心率 | 軌道傾斜角  | 半径               |
| --------------------- | -------------- | ----------------------- | ------------------- | ---------- | ----------- | ------------------ |
| b (Regoč)             | 0.38 ± 0.03 MJ | 0.0574 ± 0.0007         | 4.378090 ± 0.000006 | <0.22      | 87.8 ± 1.3° | 1.43+0.10 −0.06 RJ |

## 名称
2019年、世界中の全ての国または地域に1つの系外惑星系を命名する機会を提供する「IAU100 Name ExoWorldsプロジェクト」において、114の惑星系が各国に割り当てられ、WASP-63系はマラウイに割り当てられる惑星系となった。このプロジェクトは、「国際天文学連合100周年事業」の一環として計画されたイベントの1つで、マラウイ国内での選考と国際天文学連合 (IAU) への提案を経て、2019年12月に最終結果が発表される予定だった。
2019年12月17日、114組のうち112組の固有名が承認された が、マラウィのWASP-63とモンゴル国のHAT-P-21に関する発表はなかった。2020年2月現在も、承認された固有名はない。
その後2022年になって、ジェイムズ・ウェッブ宇宙望遠鏡の優先観測目標候補となっている太陽系外惑星のうち、20の惑星とその親星を公募により命名する「太陽系外惑星命名キャンペーン2022（NameExoWorlds 2022）」において、WASP-63とWASP-63bが命名対象の惑星系の1つとなった。このキャンペーンは、国際天文学連合（IAU）が「持続可能な発展のための国際基礎科学年（IYBSSD2022）」の参加機関の一つであることから企画されたものである。2023年6月、IAUから最終結果が公表され、WASP-63はKosjenka、WASP-63bはRegočと命名された。いずれも、クロアチアの作家イワナ・ブルリッチ＝マジュラニッチによるおとぎ話“Regoč”の主人公で、Kosjenkaは妖精、Regočは巨人の名前である。